# Animals (album)
A Pink Floyd harmadik konceptalbuma, az Animals 1977. január 23-án jelent meg (Amerikában és Kanadában február 2-án). Ez volt az első albumuk, melyet saját, Britannia Row Studios nevű londoni stúdiójukban vettek fel. Az album távolról George Orwell Állatfarm-ját idézi. A digitálisan felújított CD változatot 1994-ben, Európában az EMI, 1997-ben a világ többi részén a Columbia/Sony jelentette meg. Ezt 2000. április 25-én Amerikában a Capitol, a világ többi részén az EMI újra megjelentette. Az Animals 3. lett a Billboard-on, de gyorsan lekerült a listáról, mert három nagyon hosszú dala volt, másrészt túl erős volt rajta a basszus, így a rádiók sem játszották. Bár amikor 1992-ben a Shine On box set-ben újra megjelent, a hangzását még mindig jobbnak tartották más 1977-es albumokéhoz képest. Amerikában 1977. február 12-én arany-, 1977. március 10-én platinalemez lett, bár sokak szerint nem volt annyira jó, mint a két előző album. Eddig Amerikában több mint négymillió darabot, világszerte pedig több mint hétmillió darabot adtak el belőle; Amerikában ma már négyszeres platinalemez. Itt jelent meg először a Pink Floyd-disznó. Az album 8 sávos változatához Snowy White egy rövid gitárszólót játszott, ami összeköti a "Pigs on the Wing" első és második részét; a "Dogs"-ot két részre szedték.

## Érdekességek
Úgy tűnik, hogy az albumot erősen befolyásolta George Orwell Állatfarm című regénye. A három hosszú dalban – mindegyik hosszabb 10 percnél – Roger Waters az embereket három állatnak felelteti meg: kutyák („Dogs”), disznók [„Pigs (Three Different Ones)”] és a birkák  („Sheep”). A kutyák a megalomániás üzletembereket jelképezik, akik azonban magányosan halnak meg, és senki sem sajnálja őket. Ezt már 1974–75-ben játszották „You Gotta Be Crazy” címmel. A disznók a korrupt politikusokra és az erkölcscsőszökre utalnak (Mary Whitehouse-ra és Margaret Thatcherre, aki akkor még oktatási államtitkár volt, két év múlva azonban miniszterelnök lett). Mindazok, akik egyik kategóriába sem tartoznak, azok a birkák: ők vakon, öntudatlanul követik a vezért. Ezt 1974–75-ben „Raving and Drooling” címmel játszották. A három dalt két rövid szerelmes dal foglalja keretbe, amit Waters akkori feleségének, Caroline-nak írt: a „Pigs on the Wing” első és második része. Erős kontrasztban állnak a három központi dallal, de azt sugallják, hogy a barátság segíthet legyőzni hibáinkat. A második részben Waters magára mint kutyára utal. A 8 sávos verzión a két részt Snowy White gitárszólója köti össze.

## A borító
A borító Waters elképzelései alapján készült, mivel (ahogy Nick Mason fogalmazott Inside Out nevű könyvében) ez volt az első eset, hogy a Hipgnosis által bemutatott tervek közül egyik sem tetszett az együttesnek.
A borítón látható, héliummal töltött disznót a London külvárosában található Battersea Power Station kéményei közé kötötték ki. A fotózás első napján – arra az esetre, ha a disznó valamilyen oknál fogva elszállna – hívtak egy mesterlövészt. A második napon még azelőtt elkezdték a munkát, hogy a mesterlövész megérkezett volna. Hogy hogy nem, épp ezen a napon egy szélroham megfosztotta kötelékeitől a disznót. Mivel nem volt ott senki, aki kilőhette volna, a disznó szép lassan elszállt a reggeli égen, a fotós stáb nem kis meglepetésére. Egy utasszállító repülőgép jelentett a disznóról, ezért a londoni Heathrow-n minden repülőgép késett. A legenda szerint a leszállás után a pilótának meg kellett fújnia az alkoholszondát. Egy rendőrségi helikoptert küldtek a disznó követésére, de vissza kellett térniük, mivel a disznó akkor már 5000 láb (1524 méter) magasan repült. Figyelmeztették a pilótákat, hogy egy óriási rózsaszín disznó van a levegőben. 18 ezer láb (5486 méter) magasságban a disznó kikerült a Polgári Légiközlekedési Hatóság radarának hatásköréből, csak azt tudták, hogy Németország felé repül. Végül egy angol farmon ért földet (károsodás nélkül), de a farm tulajdonosa dühös volt, mert a disznó megijesztette a juhokat. Az elkészült képek nem feleltek meg, ezért a borító fotóját az erőmű (első nap) és a disznó (második nap) fotójából rakták össze. Mivel Roger Waters sosem használt volna egy összeeszkábált képet, ezért az erőmű fölé füstfelhőt „helyeztek”, hogy ne látsszon az illesztés.
Azóta nem volt Pink Floyd-koncert a felfújható disznó nélkül.

## A köpködés
Az albumot támogatandó, a Pink Floyd elindult az 1977-es In the Flesh turnéra, ami (többek között) egy montréali incidens következtében lett híres. Mialatt a Pigs (Three Different Ones)t játszották, Waters a színpad mellé hívta egy hangoskodó társaság egyik üvöltöző tagját, majd leköpte. A néző meglepetésében alig tudott visszamenni a közönség közé. Ez az incidens is szerepet játszott abban, hogy Waters megírta a The Wallt.

## Az album dalai
1. "Pigs on the Wing (Part One)" (Roger Waters) – 1:25
2. "Dogs" (Roger Waters – David Gilmour) – 17:04
3. "Pigs (Three Different Ones)" (Roger Waters) – 11:22
4. "Sheep" (Roger Waters) – 10:24
5. "Pigs on the Wing (Part Two)" (Roger Waters) – 1:25

## Közreműködők
- Roger Waters – basszusgitár, ének, akusztikus gitár a Pigs on the Wing mindkét részén, ritmusgitár a Pigs (…) -on és a Sheep-en, vocoder (beszédtorzító), szalagos effektek, borító design;
- David Gilmour – gitár, basszusgitár a Pigs (…) -on és a Sheep"-en, ének, talkbox, szintetizátor;
- Richard Wright – Hammond-orgona, Fender Rhodes- és Yamaha zongora, ARP szintetizátor, vokál
- Nick Mason – dob, ütőhangszerek, szalagos effektek, borító grafika
- Snowy White – szólógitár a Pigs on the Wing-en (8-sávos változat)

### Produkció
- Brian Humphries – hangmérnök
- Storm Thorgerson – borító design
- Aubrey Powell – borító design

## Helyezések
Album – Billboard (Amerika)
| Év   | Lista       | Helyezés |
| ---- | ----------- | -------- |
| 1977 | Pop Albumok | 3        |